# Закроїха
Закроїха — колишнє село в Україні.
Підпорядковувалося Яхниківській сільській раді Лохвицького району Полтавської області. 
На 3-версній карті 1869 року позначене як «хутір Закроїшна» на 21 двір. На початку ХХ ст. згадувався вже як Закроїха.
27 квітня 2004 року рішенням Полтавської обласної ради село виключене з облікових даних.